# حسين سالمي
حسين سالمي (مواليد 11 فبراير 1993) هو لاعب كرة قدم جزائري يلعب كلاعب وسط لصالح نادي شباب بلوزداد في الرابطة الجزائرية المحترفة الأولى.
شارك حسين سالمي في أول مباراة احترافية له مع شباب أوراس باتنة في الرابطة الجزائرية المحترفة الأولى أمام أولمبي المدية في 20 أغسطس 2016.